# Janggi
Janggi (inclusief romanisaties changgi en jangki), soms Koreaans schaak (of Koreaans schaken) genoemd, is een abstract strategisch bordspel populair in Korea. 
Het spel komt voort uit xiangqi (Chinees schaak) en heeft veel gelijkenissen. Janggi wordt gespeeld op een bord van 9 lijnen bij 10 lijnen.